# 筆秀路
筆秀路（Bixiu Rd.）為高雄市橋頭區的重要道路，起端為成功北路，末端為橋燕路。

## 行經行政區域
- 橋頭區

## 分段
筆秀路共分成二個部分：
- 筆秀路：西起成功北路口接橋子頭橋，東於民生路口接筆秀東路。
- 筆秀東路：西於民生路口接筆秀路，東止於橋燕路口。

## 沿線設施
- 豐菓食品有限公司工廠
- 筆秀社區發展協會
- 南六企業股份有限公司
- 高雄市岡山區肉品市場

## 相關連結
- 高雄市主要道路列表